# Мазроль (Шаранта)
Мазро́ль (фр. Mazerolles) — коммуна во Франции, находится в регионе Пуату — Шаранта. Департамент — Шаранта. Входит в состав кантона Монтамбёф. Округ коммуны — Конфолан.
Код INSEE коммуны — 16213.
Коммуна расположена приблизительно в 380 км к югу от Парижа, в 95 км южнее Пуатье, в 32 км к востоку от Ангулема.

## Население
Население коммуны на 2008 год составляло 328 человек.
| 1962 | 1968 | 1975 | 1982 | 1990 | 1999 | 2008 |
| ---- | ---- | ---- | ---- | ---- | ---- | ---- |
| 442  | 404  | 331  | 309  | 309  | 312  | 328  |

## Администрация
| Период | Период | Фамилия     | Партия | Примечания |
| ------ | ------ | ----------- | ------ | ---------- |
| 2001   | 2008   | Роже Тришар |        |            |
| 2008   |        | Мишель Кок  |        |            |

## Экономика
В 2007 году среди 210 человек в трудоспособном возрасте (15—64 лет) 130 были экономически активными, 80 — неактивными (показатель активности — 61,9 %, в 1999 году было 65,0 %). Из 130 активных работали 122 человека (73 мужчины и 49 женщин), безработных было 8 (3 мужчины и 5 женщин). Среди 80 неактивных 19 человек были учениками или студентами, 35 — пенсионерами, 26 были неактивными по другим причинам.

## Фотогалерея

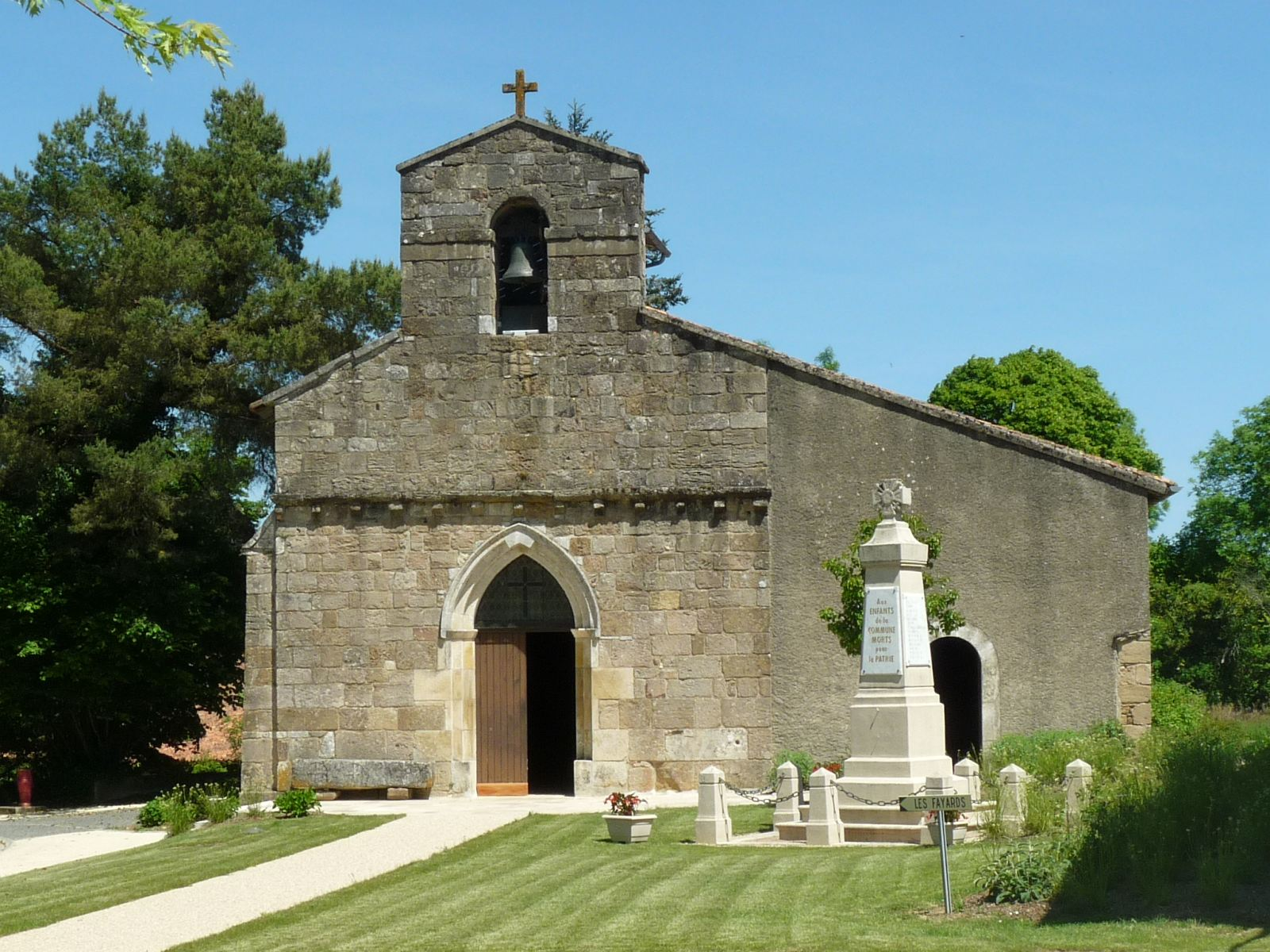
Церковь Нотр-Дам и военный мемориал
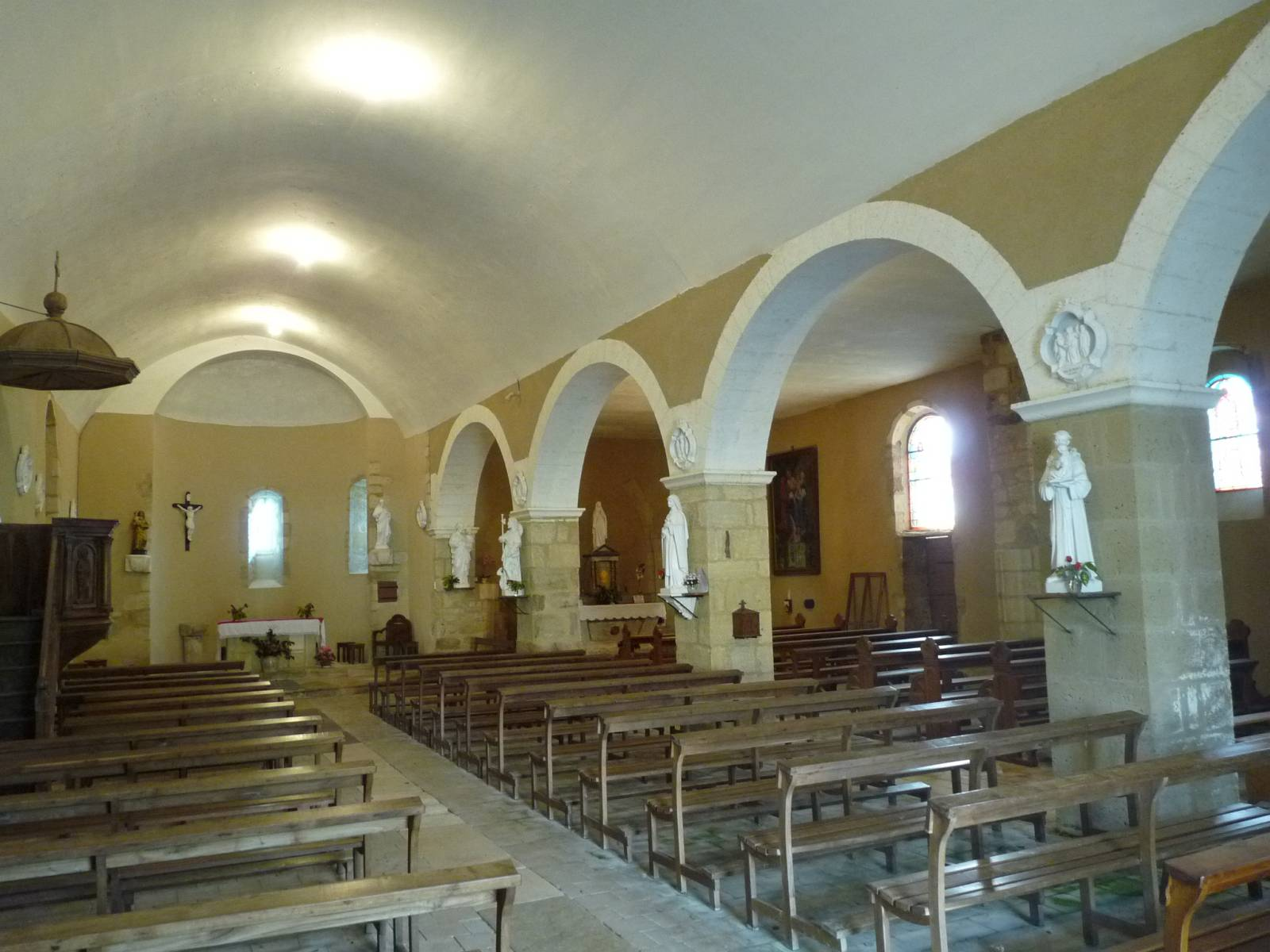
Интерьер церкви Нотр-Дам
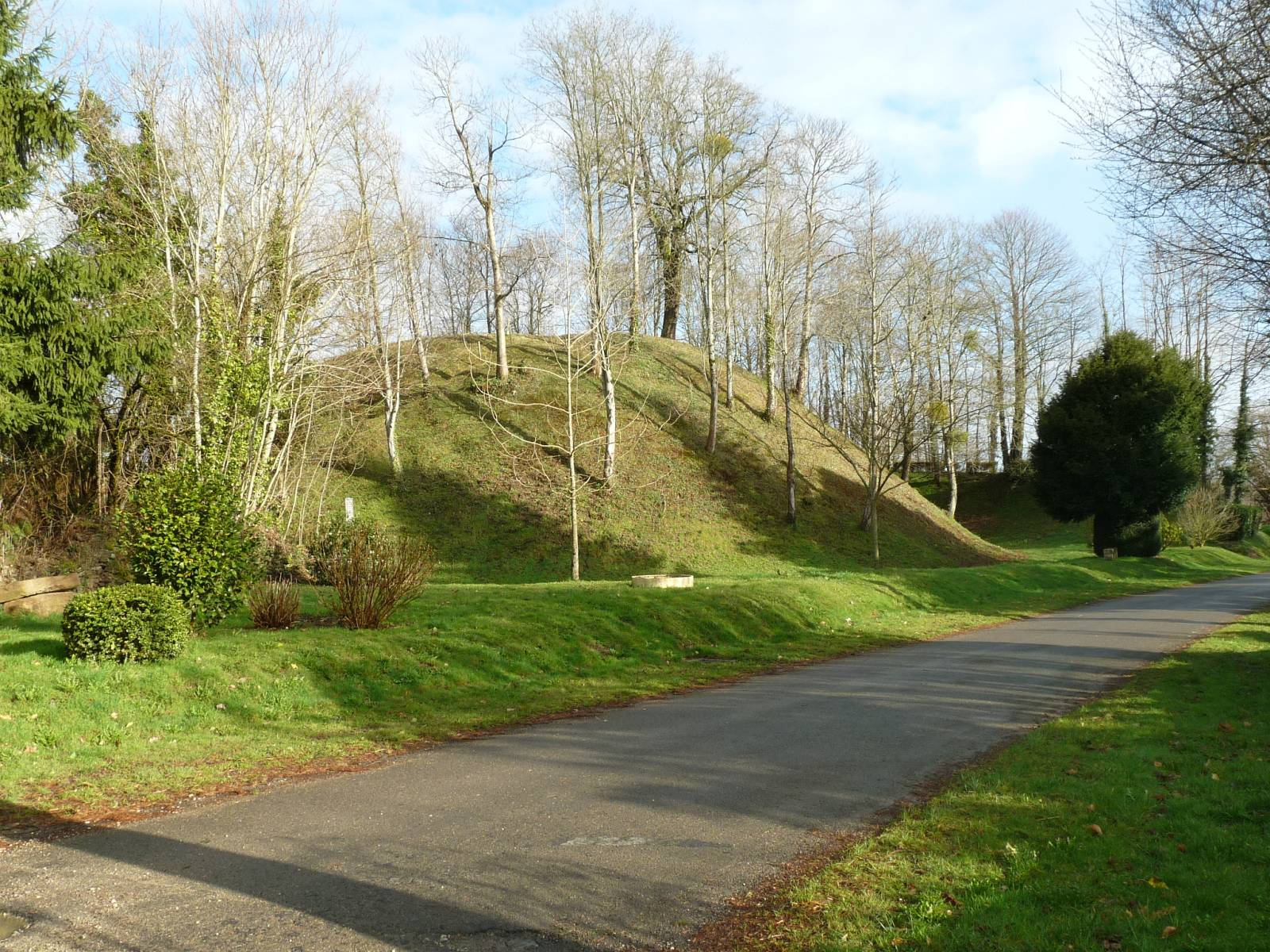
Мотт